# Брескенс
Брескенс (нід. Breskens) — село в нідерландській провінції Зеландія. Входить до муніципалітету Сльойс.
Його площа становить 14,23 км², а населення станом на 2021 рік складало 4 630 осіб.
До 2003 року мало статус окремого муніципалітету.

## Галерея

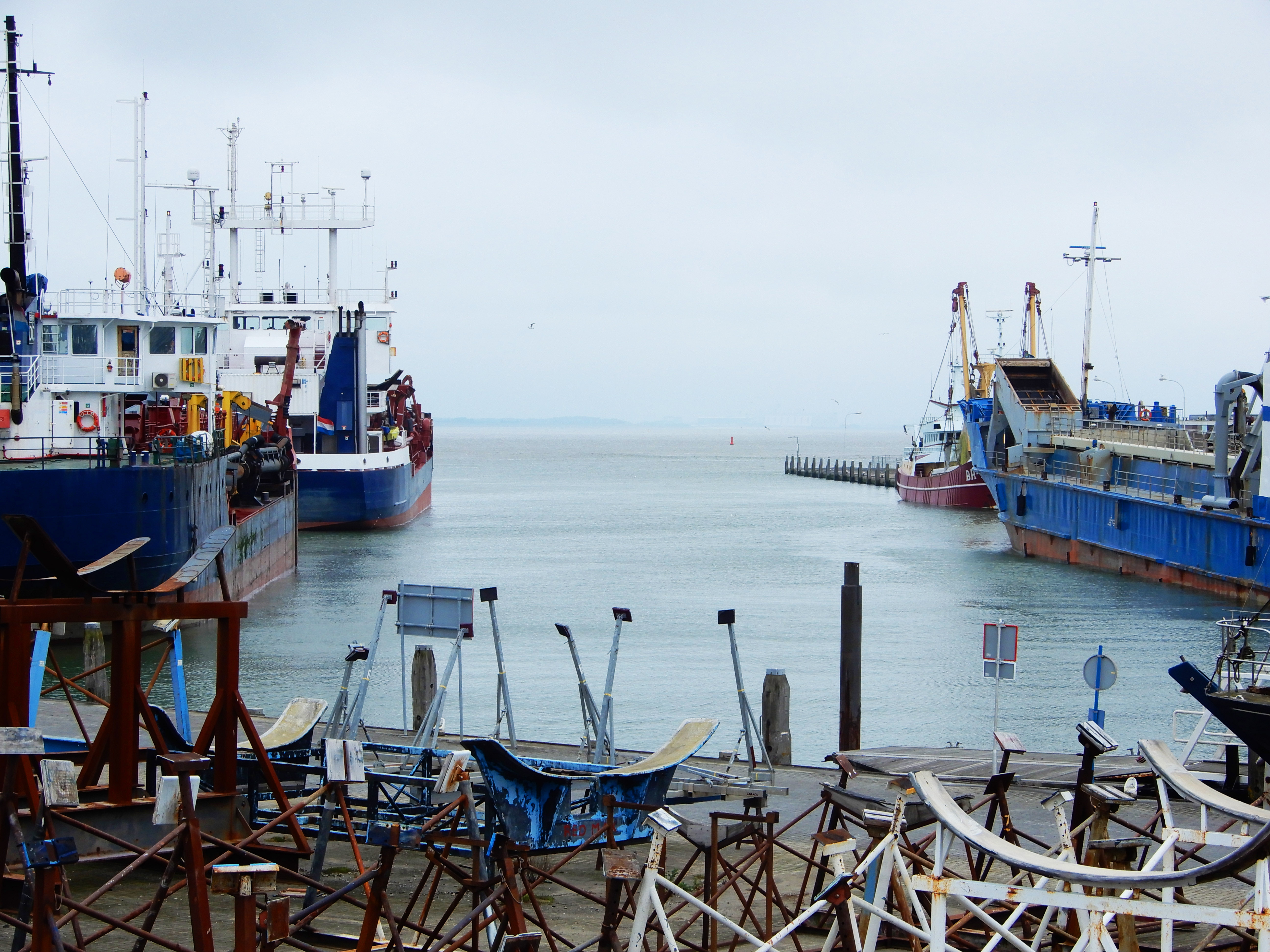
Гавань Брескенса
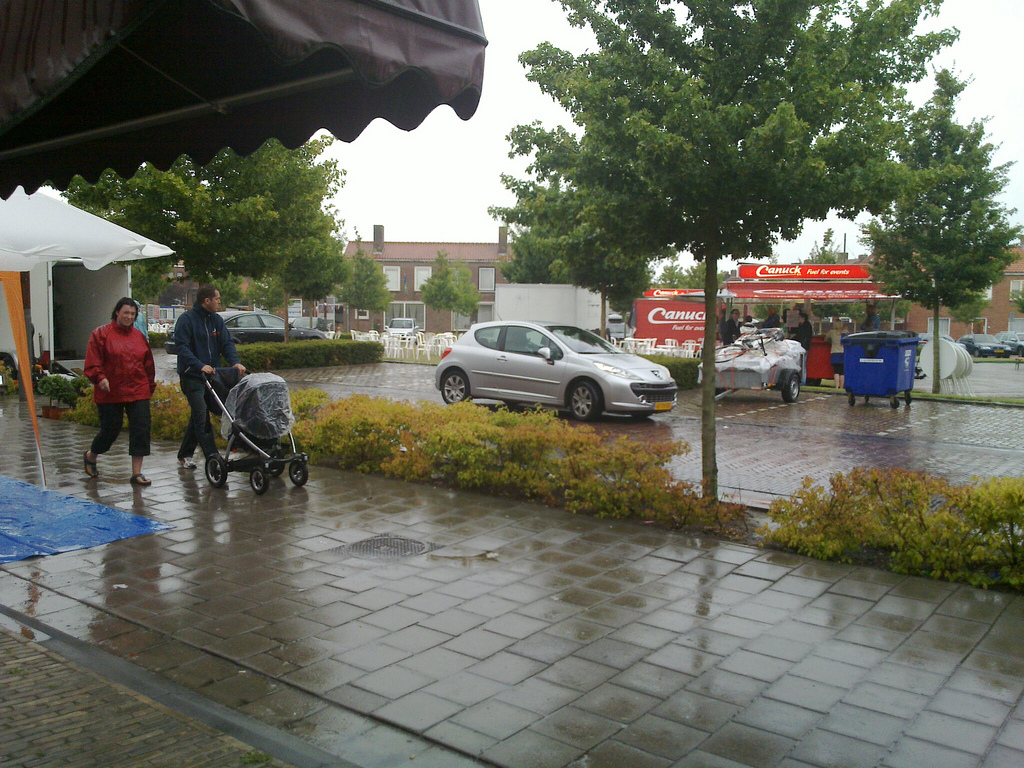
Сільська вулиця під час дощу
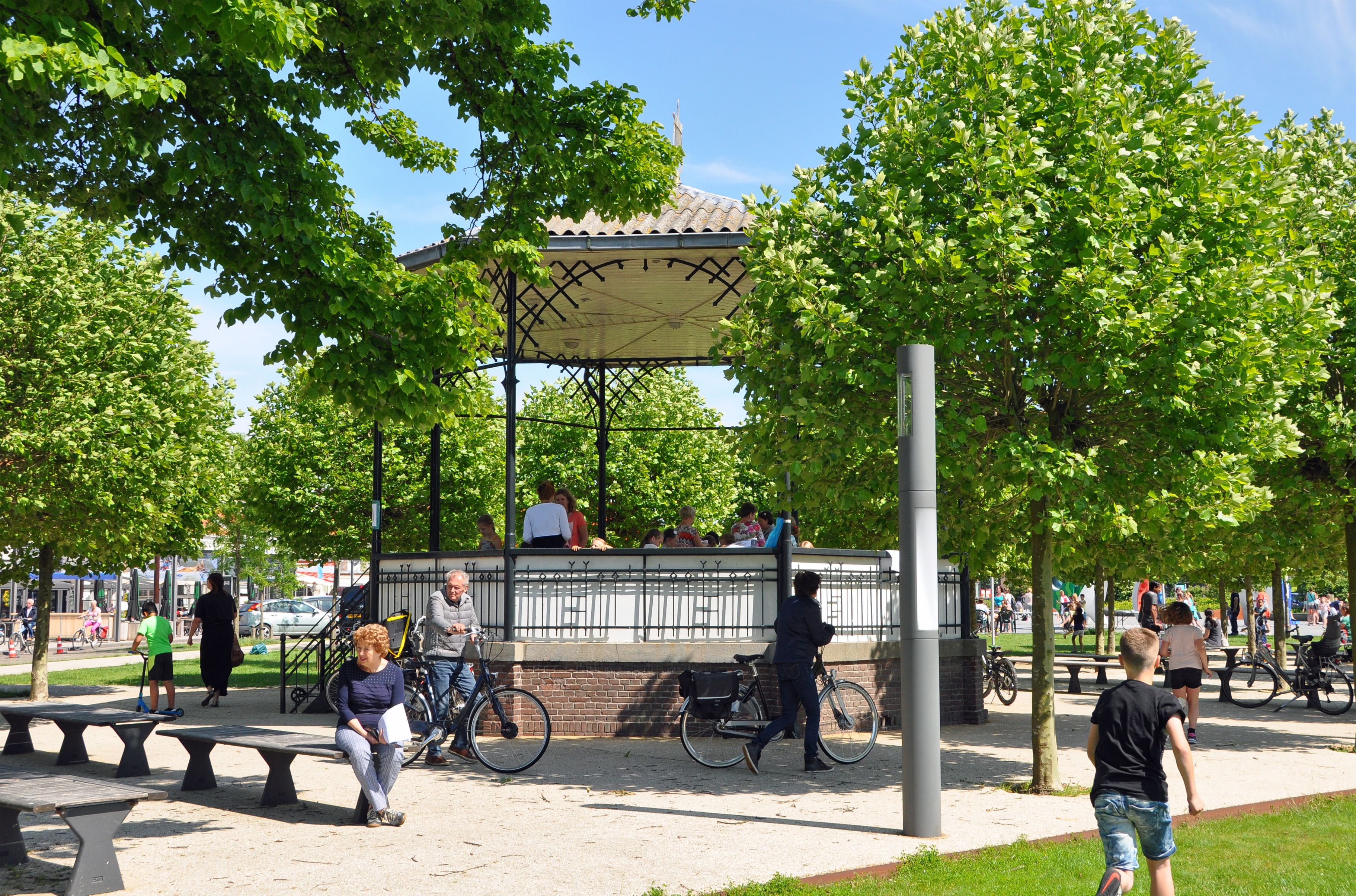
Естрада у селі
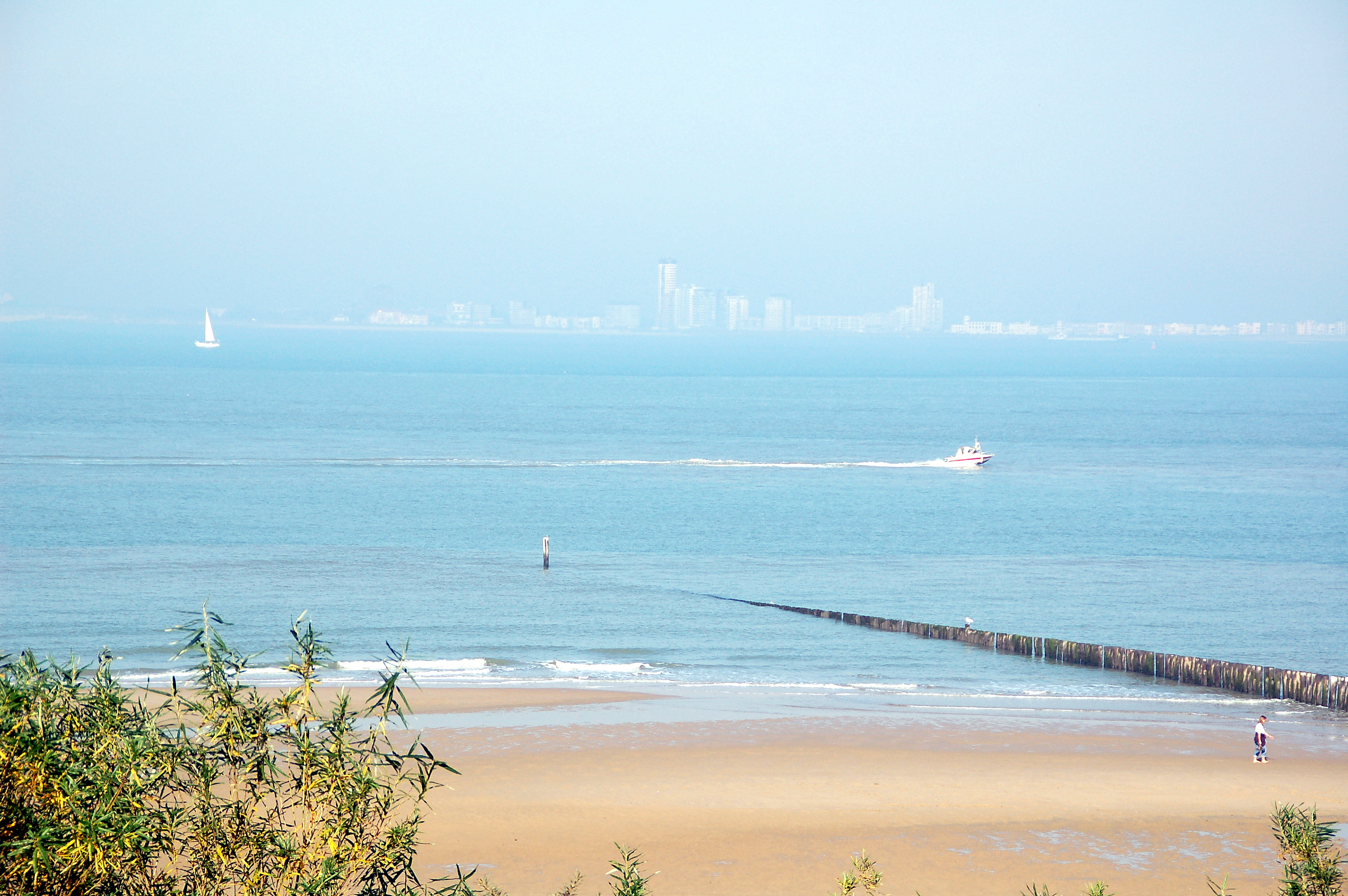
Сільський пляж